# Vășad, Bihor
Vășad este un sat în comuna Curtuișeni din județul Bihor, Crișana, România.

## Personalități
- Ioan Vancea (1820-1892), arhiepiscop și mitropolit român unit (greco-catolic)

## Monumente
- Biserica greco-catolică (sec. al XIX-lea)

 Acest articol despre o localitate din județul Bihor este deocamdată un ciot. Puteți ajuta Wikipedia prin completarea lui.